# Амескета
Амескета (баск. Amezketa (офіційна назва), ісп. Amézqueta) — муніципалітет в Іспанії, у складі автономної спільноти Країна Басків, у провінції Гіпускоа. Населення — 990 осіб (2009).
Муніципалітет розташований на відстані близько 320 км на північний схід від Мадрида, 33 км на південь від Сан-Себастьяна.
На території муніципалітету розташовані такі населені пункти: (дані про населення за 2009 рік)
- Амескета: 725 осіб
- Нуестра-Сеньйора-дель-Росаріо-де-Угарте: 101 особа
- Ергоєна: 164 особи

## Демографія
Динаміка населення (INE ):

## Галерея зображень

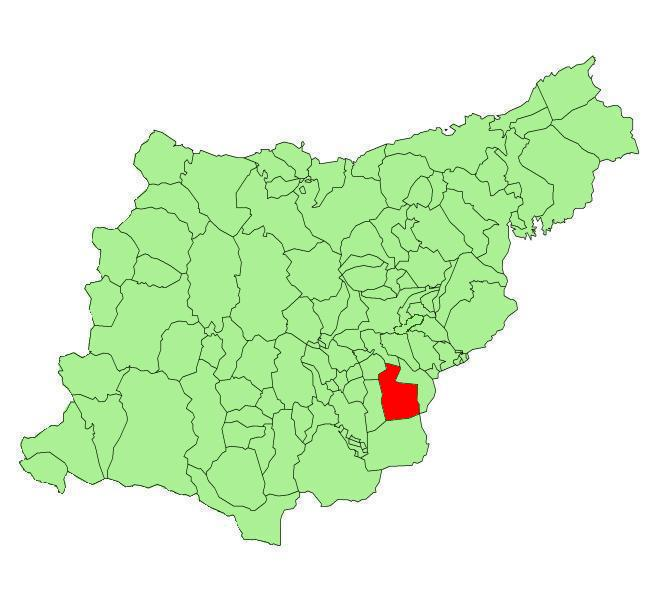
Розташування муніципалітету
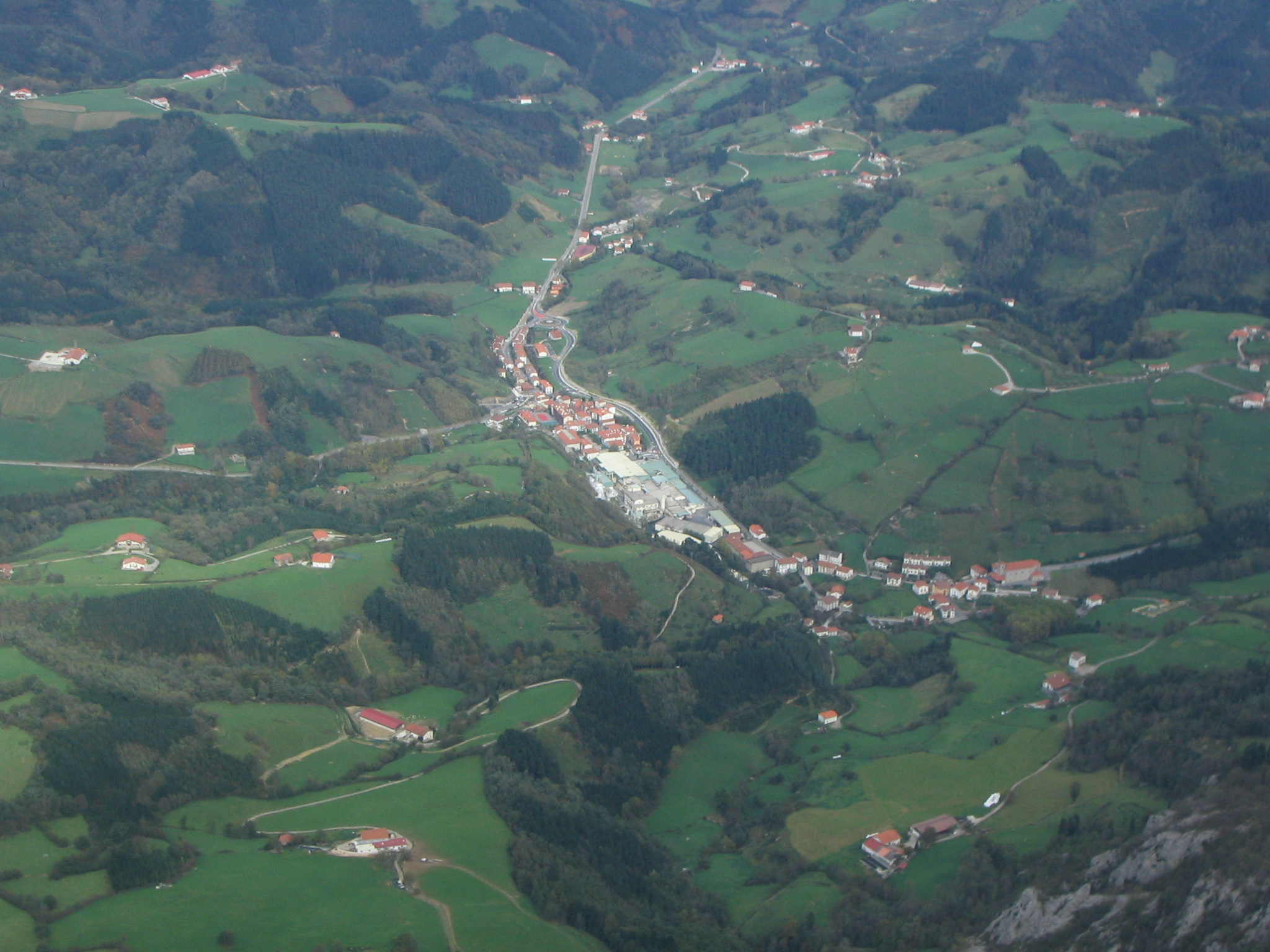
Амескета